# Dorothy Round Little
Dorothy Edith Round Little (Dudley, 13 de Julho de 1908 - Kidderminster, 12 de Novembro de 1982) é uma ex-tenista britânica.

## Simples: 4 (3 títulos, 1 vice)
| Resultado | Ano  | Campeonato               | Piso  | Oponente             | Placar        |
| --------- | ---- | ------------------------ | ----- | -------------------- | ------------- |
| Vice      | 1933 | Wimbledon                | Grama | Helen Wills Moody    | 6–4, 6–8, 6–3 |
| Campeã    | 1934 | Wimbledon                | Gram  | Helen Hull Jacobs    | 6–2, 5–7, 6–3 |
| Campeã    | 1935 | Australian Championships | Grama | Nancy Lyle Glover    | 1–6, 6–1, 6–3 |
| Campeã    | 1937 | Wimbledon                | Grama | Jadwiga Jędrzejowska | 6–2, 2–6, 7–5 |

## Grand Slam Performance em Simples
| Torneio                  | 1928  | 1929  | 1930  | 1931  | 1932  | 1933  | 1934  | 1935  | 1936  | 1937  | 1938  | 1939  | Carreira |
| ------------------------ | ----- | ----- | ----- | ----- | ----- | ----- | ----- | ----- | ----- | ----- | ----- | ----- | -------- |
| Australian Championships | A     | A     | A     | A     | A     | A     | A     | V     | A     | A     | A     | A     | 1 / 1    |
| Aberto da França         | A     | A     | A     | A     | A     | A     | A     | A     | A     | A     | A     | A     | 0 / 0    |
| Wimbledon                | 1R    | 2R    | 3R    | QF    | QF    | F     | V     | QF    | QF    | V     | A     | 4R    | 2 / 11   |
| US Open                  | A     | A     | A     | 3R    | A     | SF    | A     | A     | A     | A     | A     | A     | 0 / 2    |
| SR                       | 0 / 1 | 0 / 1 | 0 / 1 | 0 / 2 | 0 / 1 | 0 / 2 | 1 / 1 | 1 / 2 | 0 / 1 | 1 / 1 | 0 / 0 | 0 / 1 | 3 / 14   |